# مارک د بولا
مارک د بولا (انگلیسی: Mark DeBolla؛ زادهٔ ۱ ژانویهٔ ۱۹۸۳) بازیکن فوتبال اهل بریتانیا است.
از باشگاه‌هایی که در آن بازی کرده‌است می‌توان به باشگاه فوتبال چارلتون اتلتیک، باشگاه فوتبال ای‌اف‌سی ویمبلدون، باشگاه فوتبال چسترفیلد، باشگاه فوتبال ابسفلیت یونایتد، باشگاه فوتبال سیتینگبورو، باشگاه فوتبال نوتس کانتی، و باشگاه فوتبال گرایس اتلتیک اشاره کرد.